# ベレッタM93Rに関連する作品の一覧
ベレッタM93Rに関連する作品の一覧は、イタリアの拳銃ベレッタM93Rに関連する作品の一覧である。

## 映画・テレビドラマ
『VERSUS』
レザボアの1人（2ndバージョン）がセミオートで使用。
『アウトバーンコップ』
シュースターが使用。
『あぶない刑事』
犯人の鹿島幸雄が使用（『もっと』第6話）。サプレッサー、スコープ、ストックを装着。
『イエスタデイ -沈黙の刻印-』
ユン・ソク隊長（2ndバージョン）が使用。
『ウルトラヴァイオレット』
フェルディナンド・ダクサス（1stバージョン）が衛生用パックから取り出す。
『恐怖！ キノコ男』
オート9が登場。
『殺し屋という名の外科医』
『スティーヴ・オースティン S.W.A.T.』
イタリアのマフィア組員の一人が３点バーストで使用するが全く当たらずM230グレネードランチャーの反撃を受け燃えながら地面に倒れる。
『西部警察』
ガストン・レグレスが使用（PART III最終話）。
『ニキータ』
ニキータが射撃訓練時に使用。
『ネバーセイ・ネバーアゲイン』
ジェームズ・ボンドを追うスペクターのメンバーが、トンネル内で発砲してボンドを威嚇する。その後、スペクター幹部のラルゴが所有する北アフリカの城塞でも警備兵が所持。
『バーチュオシティ』
『バイオハザードIV アフターライフ』
クリス・レッドフィールドがM93R（フォアグリップを閉めた状態）を使用。
『ハウス・オブ・ザ・デッド』
『パリ警視J』
ラストでジョルダン刑事がマフィアから奪って使用。ボスを射殺してその場に遺していく。日本公開当時、ガスガンを発売したMGCとのタイアップ企画があった（前売り券での商品紹介、取扱説明書での警視Jの紹介）。
『ブロークン・アロー』
ディーキンズ少佐（2ndバージョン）が使用。
『ホット・ショット2』
サッダーム・フセイン（のそっくりさん）が使用。
『ポリス・ストーリー3』
麻薬王チャイバが使用。
『レオン』
序盤でターゲットの手下が使用。
『ロボコップ』シリーズ
ロボコップがこれをベースとしたという設定のモデル「オート9」を使用。

## 漫画・アニメ
『BLACK CAT』
ミナツキ サヤが後期モデルを使用。
『CANAAN』
カナン（幼少時代）が初期モデルを訓練時に使用その後ベレッタPx4に更新しているが所持し続けている。
『GUNSLINGER GIRL』
ナポリ・マフィアおよびジョン・ドゥが使用。
『LAWMAN』
LAWMANSに登場。
『Mr.Clice』
栗栖仁が使用。
『あそびにいくヨ!』
金武城 真奈美が使用。
『イケてる刑事』
『イノセント・ヴィーナス』
鶴沢仁が使用。
『銀のケルベロス』
オート9に似た銃が登場。
『クレオパトラD.C.』
主人公のクレオパトラと関わったゲストキャラ、イスラエル情報局女性局員ビー（コードネーム）が使用する。弾を水銀弾らしき物に入れ替えて敵を撃つ時にフォールディングストック（折り畳み式の姿勢支持用ストック）を利用する。
『ザ・サムライ』
南藩都来が使用。
『静かなるドン』
影虎が使用。
『シャーマンキング』
X-LAWS天使隊隊長マルコが使用（モデルはフルオート9）。大天使ミカエルを射出する。
『望郷戦士』
倉田迅が使用。
『ノワール』
ドミニクスがフルオートで使用。
『バイオハザード: ヴェンデッタ』
クリス・レッドフィールドがサイドアームとして使用。
『パイナップルARMY』
第3巻の6話目に登場するGSG-9の4人が使用。
『ピスはめ！』
立合委員である留学生のアンナがEpisode10で使用（発砲シーンは無し）。
『リトルコップ』
矢車弾（リトルコップタイプというカスタム版）を使用。
『ジーザス』
第11巻の1話目で少佐（ナイトゴーンツの隊長）が使用。
『勇者カタストロフ』
ダイ・バザールが使用。

## ゲーム
『2SPICY』
黒い服の男（シャドウ）がランダムで使用する3丁の内1丁。常時3点射で装弾数6（つまり、1回の装弾につき2回しか撃てない）。
『Alliance of Valiant Arms』
カプセル商店で課金ガチャとして登場。フルオート可能。
『Paperman』
映画『ロボコップ』に登場したオート9が登場。ゲーム内名称は「AUTO9」。フルオート可能。
『WarRock』
ゲーム内通貨で購入可能。何故かフルオートで発射できる。
『アンチャーテッド 砂漠に眠るアトランティス』
ゲーム中盤から多く登場し、マルチプレイでも使用可能。「Arm Micro」に比べて射撃時の反動が少ない。
『アンチャーテッド 海賊王と最後の秘宝』
「ラッフィカ」という名称で登場する。
『コール オブ デューティシリーズ』
『CoD:MW2』
キャンペーン、マルチプレイで使用可能。一定の条件を満たせばドットサイトなどのオプション装備や二丁持ちが可能。
実銃にあるはずのフレームにセレクターがなく、セーフティーがフレームからスライドに変わっているので作中登場するのはベレッタ 92とM93Rをベースにした架空銃である。
『CoD:BO2』
キャンペーン、マルチプレイで使用可能な銃の1つ。見た目がM1911と本銃を混ぜたような外見になっている他、名称が「B23R」となっている。3点バースト。
『CoD:BOCW』
キャンペーン、マルチプレイ、Warzoneで使用可能な銃の1つ。名称が「Diamatti」となっている。3点バースト。
『サドンアタック』
フルオート射撃が可能であり、ショップでは売っていない。
『ソードアート・オンライン フェイタル・バレット』
『HGBST3草薙』の名称で登場（漢字は武器ランクで変化）。3点バースト固定。銃口部の形状が変更され架空銃となっている。ユウキが使用する。
『バイオハザードシリーズ』
『バイオハザード CODE:Veronica』
クレア・レッドフィールドが使用。ゲーム序盤で入手。単体では単射しかできないが、その後入手できる強化パーツと組み合わせることで3点バースト機能が付く。
『バイオハザード アウトブレイク』『バイオハザード アウトブレイク ファイル2』
「バーストハンドガン」の呼称で登場。
『バイオハザード5』
隠し武器として条件を満たすと購入可能。
『バイオハザード アンブレラ・クロニクルズ』
エイダ・ウォンの手持ち銃として登場。
『バトルフィールドシリーズ』
『BFBC2』
全兵科で使用可能な拳銃として登場するが、実銃には存在しないステンレスモデルで、フレームにセレクターがなく、セーフティーがフレームからスライドに変わっているので、作中登場するのは92FS InoxとM93Rをベースにした架空銃である。
『BF3』
「93R」という名称で登場。M9にマズルブレーキと折りたたみ式フォアグリップを装着した架空モデルである。
『BF4』
「93R」という名称で登場。フォアグリップを一切使用せず、『BF3』と同様、M9にマズルブレーキと折りたたみ式フォアグリップを装着した架空モデルである。
『BFH』
マシンピストルの分類で登場する。
『パラサイト・イヴ2』
アヤ・ブレアが使用（初期装備）。
『レインボーシックス3 ブラックアロー』

## 小説
『サイレント・コアシリーズ』
陸上自衛隊の特殊部隊「サイレント・コア」の標準装備の1つとして登場する。
『宣戦布告 (小説)』
特殊急襲部隊の装備。作中ではベレッタM93R三二口径自動拳銃と表記されている。
『老後に備えて異世界で8万枚の金貨を貯めます』
主人公ミツハ（山野光波）が護身用に装備している。